# Felipe Buencamino sr.

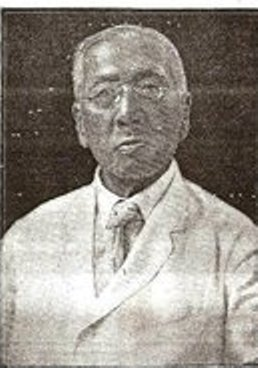
Felipe Buencamino

Felipe Buencamino sr. (San Miguel, 23 augustus 1848 - 6 februari 1929) was een Filipijns ilustrado. Hij vocht in de Filipijnse Revolutie mee de zijde van de Spanjaarden maar liep later over. Hij was lid van het Malolos Congres en schreef mee aan de grondwet van de Filipijnse revolutionaire regering. Ook was hij minister van buitenlandse zaken in het kabinet van Emilio Aguinaldo. Na de revolutie was een van de oprichters van de Federal Party en van de Philippine Independent Church.

## Biografie
Felipe Buencamino werd geboren op 23 augustus 1848 in San Miguel de Mayumo in de Filipijnse provincie Bulacan. Zijn oorspronkelijke achternaam was Magalingdaan, totdat het op last van de Spanjaarden werd veranderd in Buencamino. Zijn ouders waren Victor Buencamino en Petrona Siojo. Op elfjarige leeftijd verhuisde Buencamino naar de Filipijnse hoofdstad Manilla, waar hij bij zijn middelbareschoolopleiding voltooide. Aansluitend studeerde Buencamino aan de University of Santo Tomas (UST) en behaalde hij er een Bachelor of Arts-diploma. In 1868 stopte hij met studeren om te gaan werken als kopieerder aan de UST. In deze periode zat hij korte tijd in de gevangenis, vanwege het roepen van een ongewenste leus. Door tussenkomst van de Spaanse gouverneur-generaal van de Filipijnen Carlos Maria de la Torre kwam hij na vier maanden weer vrij.
In 1884 voltooide hij een studie rechten, waarna hij werkzaam was als realtor voor de Audiencia van Manilla. Later volgde een benoeming tot fiscal en weer later werd Buencamino aangesteld als ad interim rechter van Batanes (1886) en Tayabas (1888). Na de uitbraak van de Filipijnse revolutie bleef Buencamino loyaal aan de Spanjaarden. Hij werd door gouverneur Fernando Primo de Rivera aangesteld als luitenant en vocht mee in veldslagen in Kamansi en op Mount Arayat. Op 16 oktober 1897 werd hij door gouverneur-generaal Basilio Augustín onderscheiden met een bronzen kruis en aangesteld als luitenant-kolonel en commandant van het vrijwilligerskorps van 800 man. Met het corps vocht hij mee in veldslagen in San Antonio Abad, Zapote Bridge en Muntinglupa. Na verloop van tijd volgde een promotie tot kolonel. Op een bepaald moment werd Buencamino er echter van verdacht een spion te zijn. Hij werd in de gevangenis van Osario in Kawit opgesloten. Hoewel hij al snel door gouverneur-generaal Agustin vrijgelaten besloot hij zich na deze ervaring aan te sluiten bij de Filipijnse revolutionaire beweging.
In 1898 was Buencamino erbij toen in Cavite de Filipijnse onafhankelijkheid werd uitgeroepen door Emilio Aguinaldo. Hij was een van de leden van het Malolos Congres en zat in de commissie die de Filipijnse Grondwet schreef. Op 26 september 1898 werd hij door Aguinaldo benoemd tot minister van buitenlandse zaken. Na de uitbraak van de Filipijns-Amerikaanse Oorlog werd Buencamino benoemd tot directeur van het militair tribunaal, met de rang van kolonel, een functie die hij bekleedde tot hij in juni 1899 zijn ontslag indiende. Op 17 november 1899 werd Buencamin gevangengenomen door de Amerikanen. Na vijf maanden gevangenschap werd hij op 16 april 1900 weer vrijgelaten. Kort daarna werd hij politiek actief. Nog hetzelfde jaar richtte hij de Federal Party op, een partij die streefde naar samenwerking met de Amerikanen en opname van het land als een van de staten van de VS. In 1902 was Buencamino een van de oprichters van de Iglesia Filipina Independiente. Ook was hij nog grootmeester van de Filipijnse loge en secretaris van de Popualar National Party.
Buencamino overleed in 1929 op 80-jarige leeftijd. Hij was getrouwd met Juana Arnedo en kreeg met haar tien kinderen. Na haar dood in 1883 trouwde Buencamino met Guadalupe Abreu. Met haar kreeg hij nog drie zonen: Victor, Felipe jr. en Philip.